# Ioana Badea
Ioana Badea (Odobest, 1964. március 22. –) olimpiai bajnok román evezős.

## Pályafutása
A Steaua București versenyzője volt. Az 1984-es Los Angeles-i olimpián négypárevezősben aranyérmet szerzett társaival. 1990-ben Franciaországban települt le.

## Sikerei, díjai
- Olimpiai játékok – négypárevezős
  - aranyérmes: 1984, Los Angeles